# Synanthedon andrenaeformis
Synanthedon andrenaeformis (tên tiếng Anh: Orange-tailed Clearwing) là một loài bướm đêm thuộc họ Sesiidae. Nó được tìm thấy ở hầu hết châu Âu. Nó cũng có mặt ở Cận Đông.
Sải cánh dài 18–22 mm. Con trưởng thành bay between tháng 5 và tháng 6 ở Tây Âu.
Ấu trùng ăn Viburnum lantana và Viburnum opulus. They bore the stem of their host plant. The larvae live for two years hoặc more.

## Phụ loài
- Synanthedon andrenaeformis andrenaeformis (Laspeyres, 1801)
- Synanthedon andrenaeformis tenuicingulata Špatenka, 1997